# Igreja de Nossa Senhora das Dores (Gibraltar)
A Igreja de Nossa Senhora das Dores (em inglês:  Our Lady of Sorrows Church) é uma das oito igrejas católicas em Gibraltar.

## História
A estátua da Igreja de Nossa Senhora das Dores é levada em procissão até a praia da Catalan Bay a cada setembro, quando o Bispo de Gibraltar abençoa o mar na principal festa religiosa da aldeia.